# Museo universitario di zoologia e anatomia comparata
Il Museo universitario di zoologia e anatomia comparata è un museo scientifico situato a Modena.

## Storia
Di fondazione settecentesca come le raccolte universitarie di paleontologia e mineralogia, con cui condivide l'origine, il Museo di zoologia e di anatomia comparata ha come finalità quella di conservare reperti faunistici di particolare interesse per il territorio locale. In seguito a lasciti di cittadini modenesi ed acquisti, avvenuti a più riprese tra il 1830 ed il 1845, il patrimonio museale si è accresciuto rapidamente, soprattutto nel settore ornitologico, anche grazie a frequenti donazioni da parte del duca Francesco IV d'Este sia di esemplari esotici allevati a corte e morti in cattività, sia di fauna locale. Recentemente, le collezioni zoologiche hanno visto un nuovo incremento grazie a materiale donato da privati o enti pubblici, o proveniente da sequestri effettuati presso tassidermisti o confiscati a cacciatori o frutto di raccolte di studio. Allestito nell'ambito del Dipartimento universitario di Biologia animale, conta oggi all'incirca 3000-3500 vertebrati naturalizzati (uccelli, mammiferi, pesci, rettili), un centinaio dei quali appartenenti alla "fauna vertebrata del Modenese", montati sotto forma di piccoli diorami; circa 1000 esemplari di vertebrati (soprattutto pesci e rettili) conservati sotto liquidi; circa 250 scheletri e parti anatomiche di vertebrati; qualche centinaio di invertebrati conservati in alcool o formalina. Il patrimonio comprende anche un'importante collezione malacologica costituita da qualche migliaio di scatole, ciascuna delle quali con uno o più esemplari; un centinaio di scatole entomologiche con un numero imprecisato di esemplari; una decina di vetrine contenenti una ricca collezione di animali parassiti e velenosi (Collezione Franchini).